# Arianny Celeste
Arianny Celeste (Las Vegas, Nevada; 12 de noviembre de 1985) es una modelo estadounidense. Es conocida, principalmente, por ser la chica del ring del Ultimate Fighting Championship y por ser portada de la revista Playboy.

## Biografía
Arianny Celeste nació y creció en Las Vegas, Nevada, hija de padres mexicanos y filipinos. Estudió en Palo Verde High School y asistió a la Universidad de Nevada, en Las Vegas, para estudiar técnicas de fitness y nutrición.
Con cuatro meses realizó sus primeras apariciones en el mundo de la fotografía, ya que apareció en un anuncio de seguridad de vehículos. Con 15 años hizo sus primeras sesiones como modelo.

## Carrera profesional
Celeste debutó en la Ultimate Fighting Championship (UFC) en el Hard Rock Hotel en 2006. El 4 de febrero de 2010, Sports Illustrated la nombró "Chica del día". También fue votada como la "Chica del ring del año 2009" en 2010 por la revista Fighter's Only. La revista Maxim la consideró la "Chica más caliente del octágono UFC" en su edición de mayo de 2010, donde apareció en la portada de la revista. Además, apareció en la lista de las 100 mujeres más deseadas por esa misma revista, ocupando el puesto número 23 de la lista.
La UFC estrenó un espectáculo en internet llamado UFC Ultimate Insider, el 29 de julio de 2010. Celeste fue la presentadora del evento junto a Joe Rogan, en el que entrevistaba a varios luchadores.
Celeste realizó una sesión fotográfica en la que posó desnuda para la edición del mes de noviembre de la revista Playboy. Como modelo ha posado también para FHM y Maxim en español.
Actualmente Celeste tiene su propio programa en YouTube llamado "Film Strip" en el canal de Cinefix.